# Níjniaia Otla
Níjniaia Otla (en rus: Нижняя Отла) és un poble de la República de Komi, a Rússia, segons el cens del 2010 tenia 19 habitants.